# Forêts mixtes du Pinde
Pour les articles homonymes, voir Pinde (homonymie).
Localisation
Les forêts mixtes du Pinde forment une écorégion terrestre définie par le Fonds mondial pour la nature (WWF), qui appartient au biome des forêts, zones boisées et maquis méditerranéens de l'écozone paléarctique. Elle recouvre le massif montagneux du Pinde qui comprend notamment la chaîne du Taygète dans le Péloponnèse, les monts Parnasse, Smolikas et Olympe en Grèce centrale et les massifs du Pelister et de la Galitchitsa entre la Macédoine du Nord et l'Albanie.